# Game Maker Language
Game Maker Language, ou GML, é uma linguagem de programação utilizada pelo Game Maker:Studio, em versões anteriores uma linguagem de script mas agora uma linguagem compilada. Com uma formatação simples, é ideal para o aprendizado e desenvolvimento de jogos básicos e avançados.

## Descrição
O GML pode trabalhar com funções próprias ou externas a partir do carregamento de bibliotecas. Também é possível criar scripts na interface do Game Maker, possibilitando seu uso como uma função personalizada.
Apesar de inicialmente criada para o desenvolvimento de jogos bidimensionais, também é possível utilizar de elementos tridimensionais e assim possibilitando o desenvolvimento de jogos 3D.

## Características
- GML é uma linguagem usada pelo Game Maker:Studio, destinada ao desenvolvimento de jogos.
- Existem somente 2 tipos de variáveis. Real e String. Também é possível criar constantes na interface do Game Maker.
- É possível utilizar de DLLs, assim expandindo suas funcionalidades.
- Ela é uma linguagem compilada, embora em versões anteriores fosse uma linguagem interpretada.
- Ela é uma linguagem procedural, embora os elementos do jogo sejam chamados de objetos, e é possível o acesso de variáveis locais do objeto utilizando do ponto. O que pode confundir programadores inexperientes.
- É possível utilizar de elementos tridimensionais.
- É possível fazer efeitos gráficos avançados usando Shaders. [2]
- Contém efeitos de física bidimensionais avançados.